# Вандалін (Люблінське воєводство)
Вандалін (пол. Wandalin) — село в Польщі, у гміні Ополе-Любельське Опольського повіту Люблінського воєводства.
Населення — 723 особи (2011).
У 1975-1998 роках село належало до Люблінського воєводства.

## Демографія
Демографічна структура станом на 31 березня 2011 року:
|          | Загалом | Допрацездатний вік | Працездатний вік | Постпрацездатний вік |
| -------- | ------- | ------------------ | ---------------- | -------------------- |
| Чоловіки | 335     | 82                 | 211              | 42                   |
| Жінки    | 388     | 95                 | 213              | 80                   |
| Разом    | 723     | 177                | 424              | 122                  |